# دوما (لبنان)

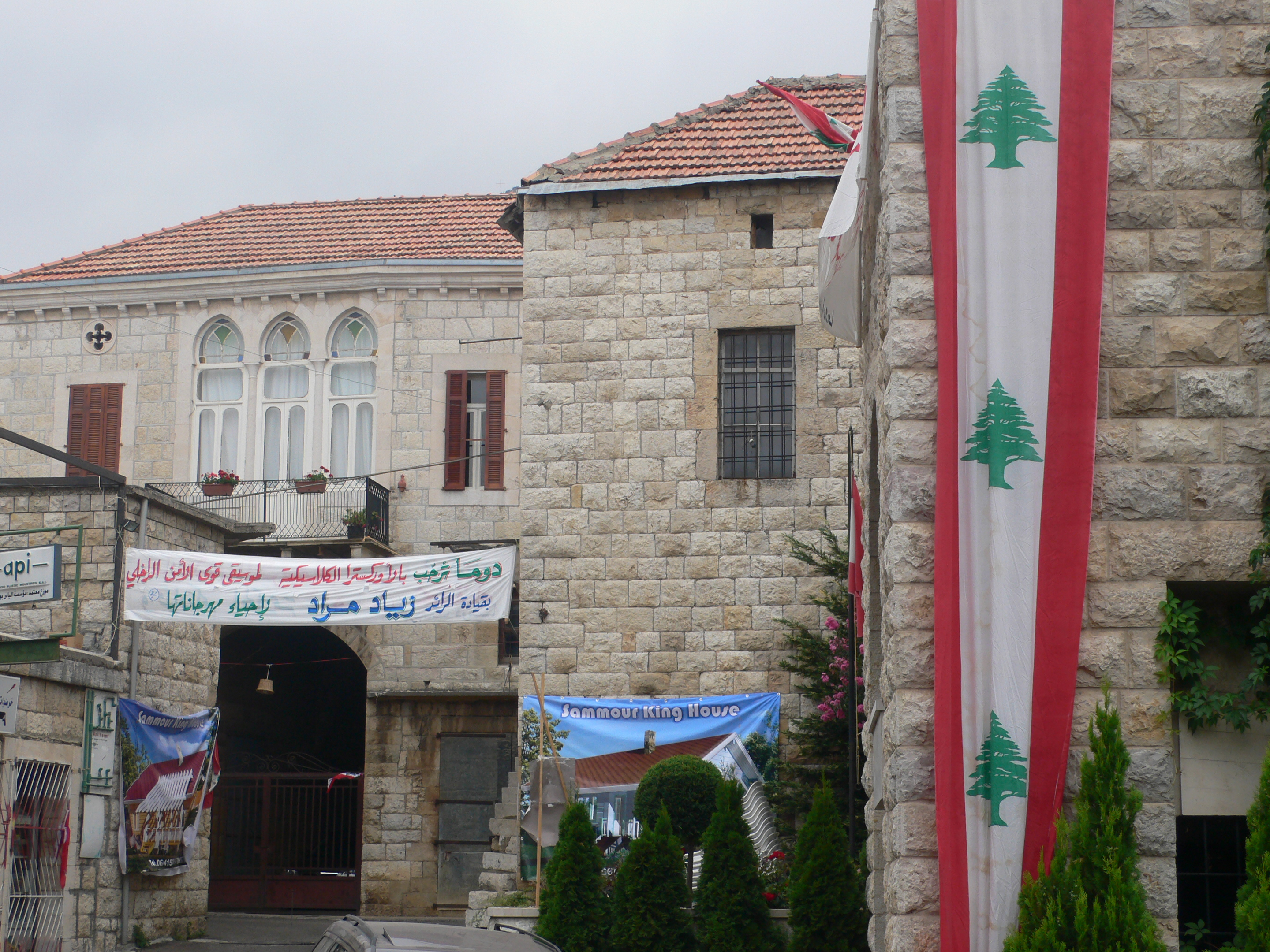
دوما، مرکز روستا، ۲۰۰۹

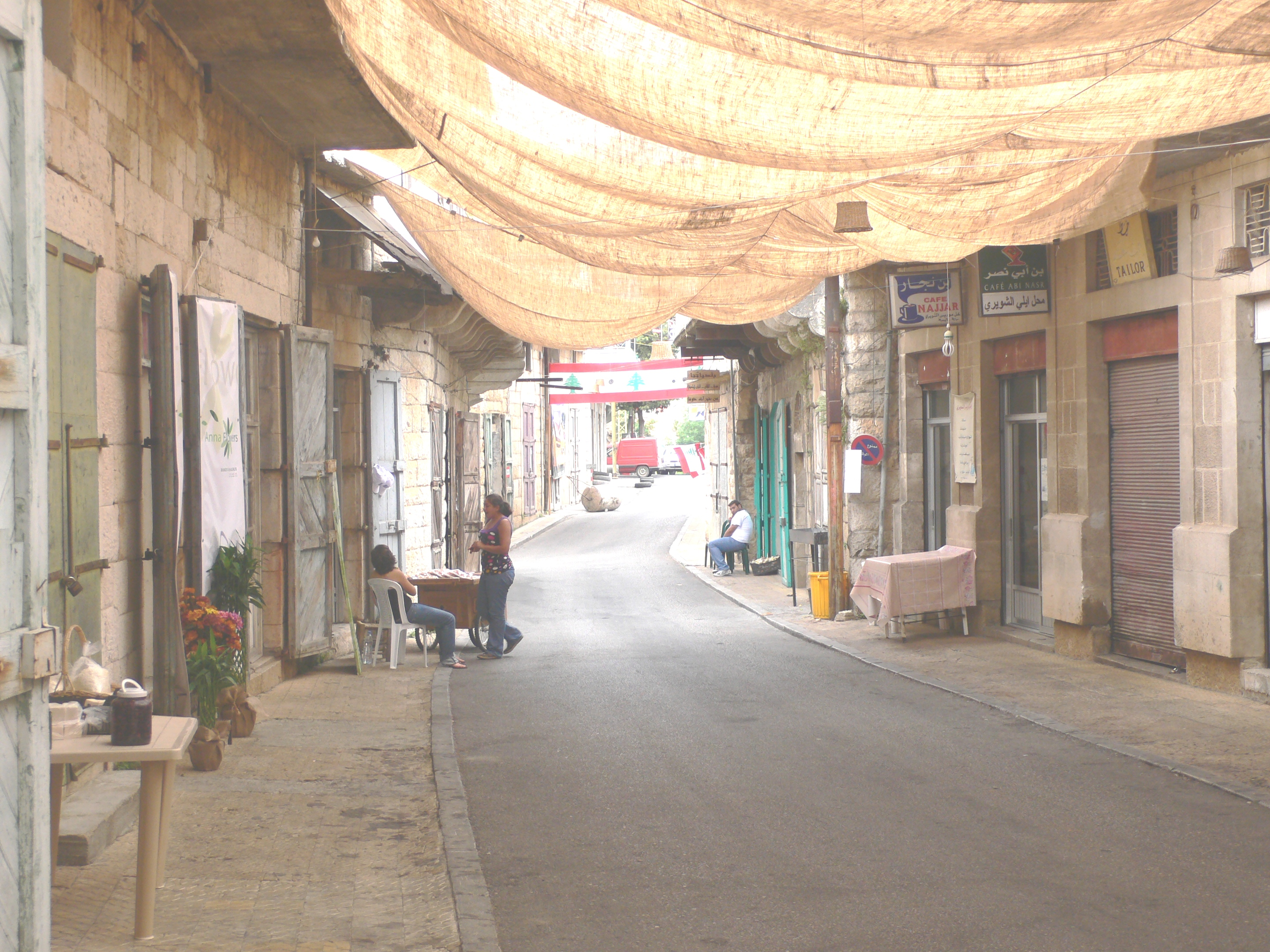
دوما، خیابان اصلی

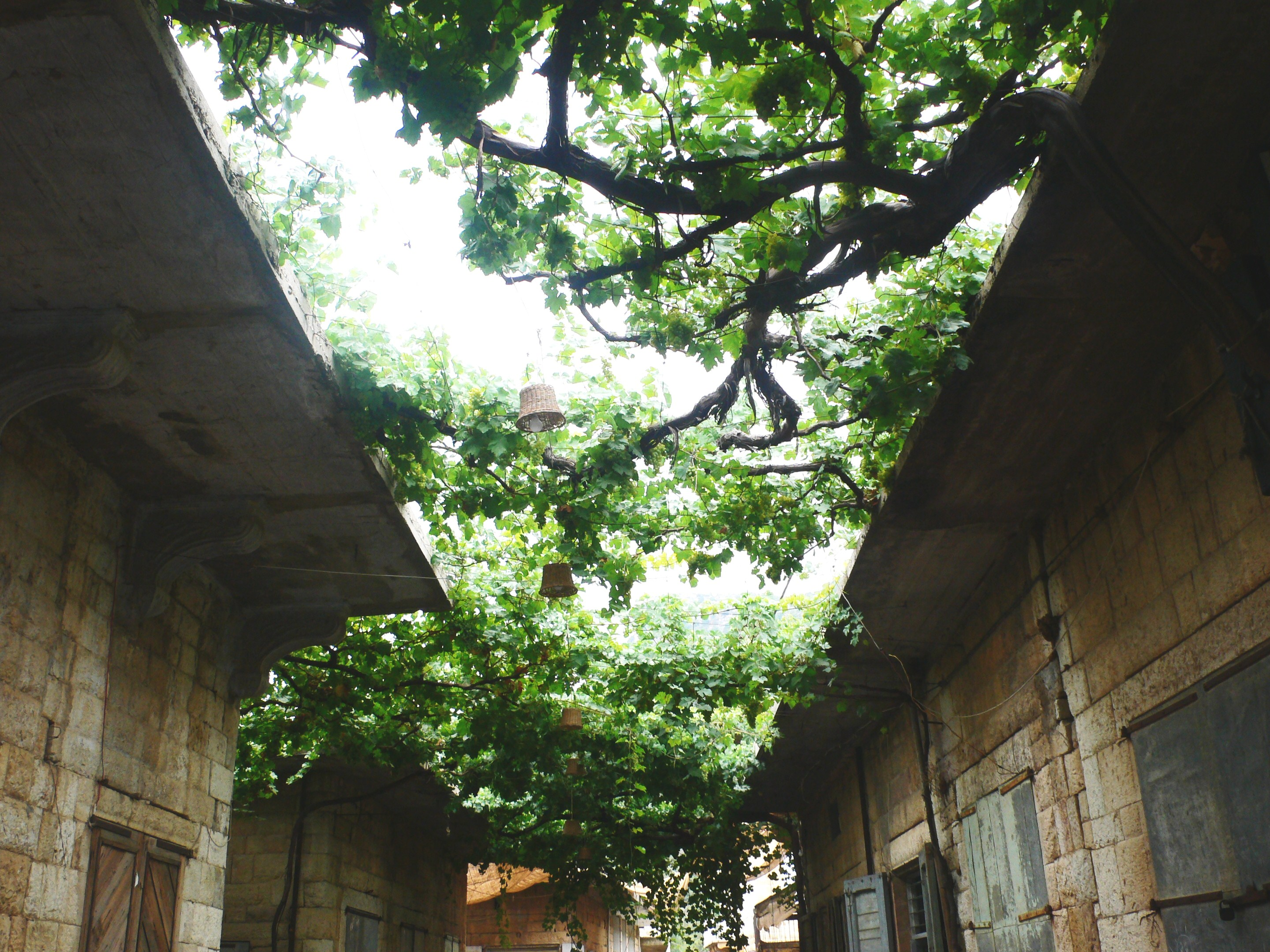
دوما، خیابانی با درختان

دوما، لبنان (عربی: دوما) یک روستا در لبنان است که در ارتفاع ۱۱۵۰ متری قرار دارد. این روستا در ۸۰ کیلومتری بیروت، ۳۰ کیلومتری جبیل و ۴۳ کیلومتری طرابلس قراردارد.